# Oberaargau (okręg)
Oberaargau (niem. Verwaltungskreis Oberaargau) – okręg w Szwajcarii, w kantonie Berno, w regionie administracyjnym Emmental-Oberaargau. Siedziba okręgu znajduje się w miejscowości Wangen an der Aare.
Okręg został utworzony 1 stycznia 2010. Składa się z 43 gmin (Gemeinde) o łącznej powierzchni 330,83 km² i o łącznej liczbie mieszkańców 83 504.

## Gminy
1. Aarwangen
2. Attiswil
3. Auswil
4. Bannwil
5. Berken
6. Bettenhausen
7. Bleienbach
8. Busswil bei Melchnau
9. Eriswil
10. Farnern
11. Gondiswil
12. Graben
13. Heimenhausen
14. Herzogenbuchsee
15. Huttwil
16. Inkwil
17. Langenthal
18. Lotzwil
19. Madiswil
20. Melchnau
21. Niederbipp
22. Niederönz
23. Oberbipp
24. Ochlenberg
25. Oeschenbach
26. Reisiswil
27. Roggwil
28. Rohrbach
29. Rohrbachgraben
30. Rumisberg
31. Rütschelen
32. Schwarzhäusern
33. Seeberg
34. Thörigen
35. Thunstetten
36. Ursenbach
37. Walliswil bei Niederbipp
38. Walliswil bei Wangen
39. Walterswil
40. Wangen an der Aare
41. Wiedlisbach
42. Wynau
43. Wyssachen

## Zmiany administracyjne
- 1 stycznia 2007
  - przyłączenie gminy Gutenburg do gminy Madiswil
- 1 stycznia 2008
  - przyłączenie gminy Oberönz do gminy Herzogenbuchsee
- 1 stycznia 2009
  - przyłączenie gmin Röthenbach bei Herzogenbuchsee oraz Wanzwil do gminy Heimenhausen
- 1 stycznia 2010
  - przyłączenie gminy Untersteckholz do miasta Langenthal
- 1 stycznia 2011
  - przyłączenie gminy Bollodingen do gminy Bettenhausen
  - przyłączenie gmin Kleindietwil oraz Leimiswil do gminy Madiswil
- 1 stycznia 2016
  - przyłączenie gminy Hermiswil do gminy Seeberg
- 1 stycznia 2020
  - przyłączenie gminy Wolfisberg do gminy Niederbipp
- 1 stycznia 2021
  - przyłączenie gminy Obersteckholz do miasta Langenthal
- 1 stycznia 2024
  - przyłączenie gminy Wangenried do miasta Wangen an der Aare